# أبولو 4
رحلة أبولو 4  هي أول طيران لصاروخ ساتورن 5 حاملا مركبة فضاء غير مأهولة. وكانت هذه أول مرة تُستخدم فيها مرحلتا الصاروخ S-IC وS-II. أُطلق الصاروخ في 9 نوفمبر 1967.

## الأغراض
هذهِ هي أول مرة ينطلق فيها أكبر صاروخ حتي هذا الوقت وهو صاروخ ساتورن 5 الذي يذهب فيما بعد برواد الفضاء إلى القمر. وكان ذلك الإقلاع قبل رحلة هبوط الإنسان على القمر بأقل من عامين.
وهو في نفس الوقت الإقلاع الأول من المنصة رقم 39 التي اعدت خصيصا لإقلاع ساتورن 5 بمركز كينيدي للفضاء. علاوة على ذلك فهو أول إقلاع للمرحلة الأولى S-IC الصاروخ ساتورن 5 وأول إقلاع للمرحلة الثانية S-II وإقلاع المرحلة الثالثة S-IVB حاملة مركبة الظاء غير ماهولة، وأول مره تمارس مركبة الفضاء أبولو مناورة دخول جو الأرض عند سرعة مقاربة لسرعة عودتها فيما بعد من القمر. لذلك زود الصاروخ ومركبة الفضاء بعدد 4098 جهازا للقياسات.

## الإقلاع
كان إقلاع ساتورن 5 يوم 9 نوفمبر 1967 في تمام الساعة 7:00 من مركز كينيدي للفضاء من منصة الإقلاع رقم 39A.

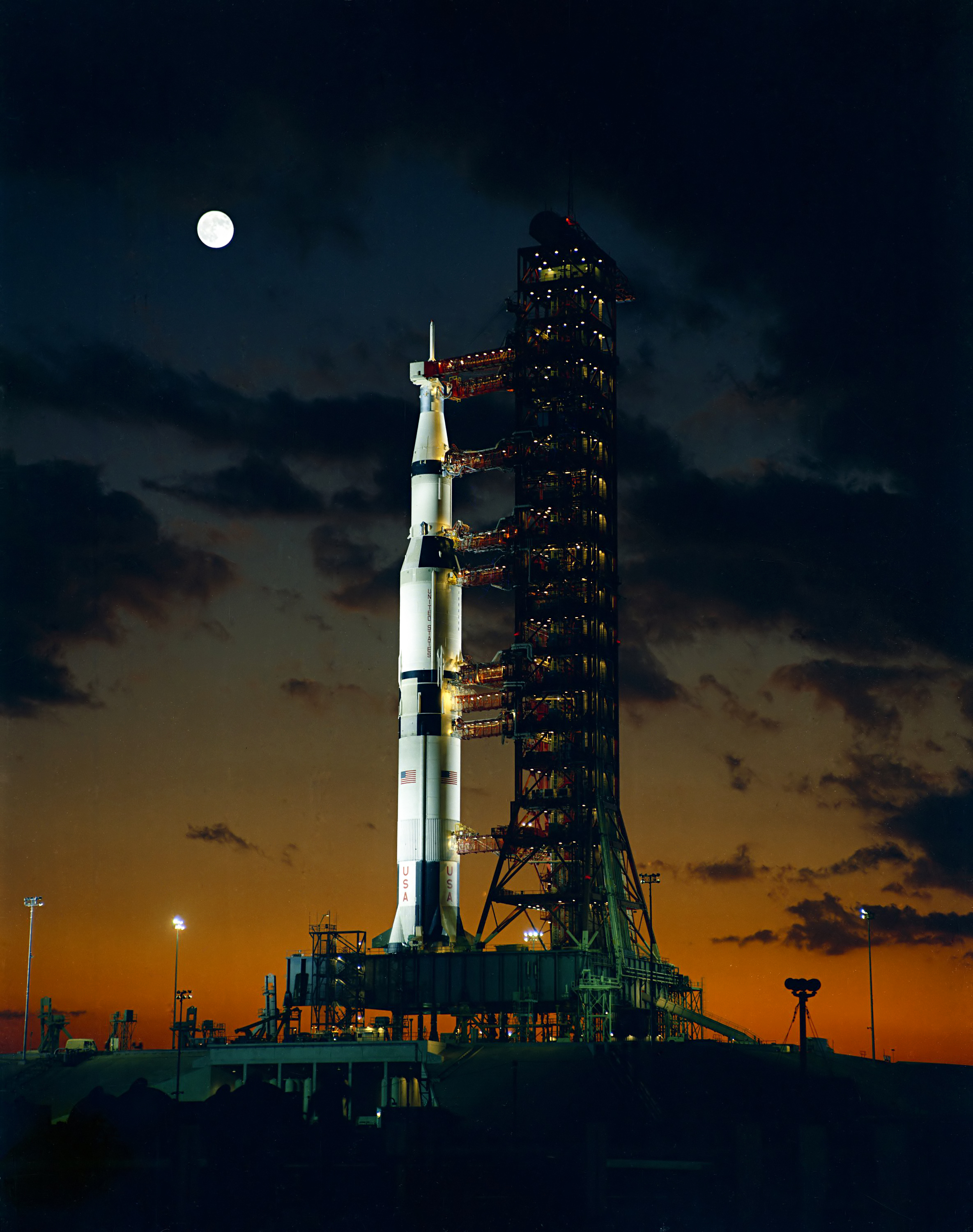
أبولو 4 على منصة الإقلاع في الصباح الباكر يوم 9 نوفمبر 1967.

في البدء وصلت مركبة أبولو 4 إلى مدار حول الأرض على ارتفاع 190 كيلومتر. وبعد اتمام دورتين حول الأرض شعلت المرحلة الثالثة للصاروخ ساتورن 5 وبعده أيضا محرك وخدة الخدمة Service Module بغرض ابعاد الصاروخ إلى ارتفاع 18000 كيلومتر فوق الأرض. وعند بلوغ أعلى نقطة اشعلت وحدة الخدمة محركها الصاروخي من أجل اتخاذ مسار العودة والتسريع إلى 40.000 كيلومتر /ساعة[ ؟ ]. وعادت كبسولة القيادة في نفس اليوم وسقطت في المحيط الأطلسي حيث التقطتها سفينة البحرية الأمريكية بيننجتون USS Bennington. وتمت جميع الاختبارات بحالة جيدة.
وتحمل هذه التجربة رقم أي.اس-501 طبقا لبرنامج أبولو.
سبق هذا الاختبار اختبارات أخرى تمت بتاريخ 26 فبراير أي.اس-201 و5 يوليو أي.اس-203 و25 أغسطس 1966 أي.اس-202 طبقا لبرنامج أبولو[ ؟ ]. وأحيانا تسمى تلك التجارب أبولو 1 و أبولو 2 ، وأبولو 3 .
وقد حدث ان توفي ثلاثة من رواد الفضاء خلال تجربة مركبة الفضاء أجريت بتاريخ 27 يناير 1967، لذلك سميت تلك التجربة فيما بعد تجربة أبولو 1.

## وصلات خارجية
- Apollo 4 flight listing NASA NSSDC catalog
- Moonport: A History of Apollo Launch Facilities and Operations
- Chariots for Apollo: A History of Manned Lunar Spacecraft
- John C. Stennis Space Center